# Вычислительная фотография

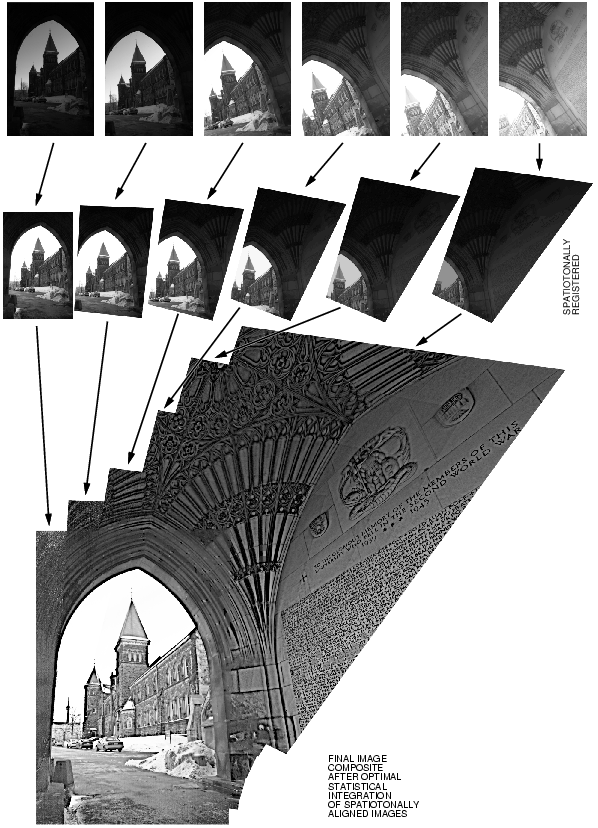
Вычислительная фотография предоставляет много новых возможностей. На данном примере показано расширение динамического диапазона изображения с панорамными методом сшивания нескольких изображений, оптимально комбинируя информацию из нескольких по-разному экспонированных и перекрывающихся изображений

Вычислительная фотография относится к цифровым методам захвата и обработки изображений, которые используют цифровые вычисления вместо оптических процессов. Вычислительная фотография может улучшить возможности камеры или представить функции, которые вообще не были возможны при съемке на плёнку, или снизить стоимость или размер элементов камеры. Примеры вычислительной фотографии: склейка цифровых панорам,  HDR фотографии и пленоптическая камера. Пленоптические камеры используют новые оптические элементы для захвата трёхмерной информации о сцене, которую затем можно использовать для получения трёхмерных изображений, увеличения глубины резкости и избирательной дефокусировки (или «постфокусировки»). Увеличенная глубина резкости снижает потребность в механических системах фокусировки. Все эти функции используют методы компьютерной визуализации. 
Определение компьютерной фотографии по мере развития охватила ряд предметных областей в компьютерной графике, компьютерном зрении и прикладной оптике . Эти области приведены ниже, организованные в соответствии с таксономией, предложенной Шри К. Найяр. В каждой области приведён список методик, и для каждой методики приводятся один или два типичных документа или книги. Умышленно опущены в таксономии методы обработки изображений (см. Также цифровая обработка изображений ), применяемые к традиционно снятым изображениям для получения более качественных изображений. Примерами таких методов являются масштабирование изображения, сжатие динамического диапазона (т. е. Отображение тона ), управление цветом, завершение изображения (так называемое рисование или заполнение отверстий), сжатие изображения, цифровые водяные знаки и эффекты художественного изображения. Также опущены методы, которые создают данные о дальности, объемные данных, трёхмерные модели, световые поля 4D, BRDF 4D, 6D или 8D или другие представления на основе многомерного изображения. Epsilon Photography является подразделом компьютерной фотографии.

## Влияние на фотографию
Фотографии, сделанные с использованием вычислительной фотографии, могут позволить любителям создавать фотографии, сопоставимые с возможностями профессиональный фототехники, но в настоящее время (2019) они не превосходят по качеству оборудование профессионального уровня. 

## Вычислительная подсветка
Это управление освещением на фотографии в структурированной форме, а затем обработка захваченных изображений для создания новых изображений. Приложения включают в себя повторную подсветку изображений, улучшение изображений, размытие изображений, восстановление геометрии / материалов и так далее. 
Для получения изображений с высоким динамическим диапазоном используются различные изображения одной и той же сцены для расширения динамического диапазона.  Другие примеры включают обработку и объединение изображений с разным освещением одного и того же объекта («световое пространство»). 

## Вычислительная оптика
Это захват оптически кодированных изображений с последующим вычислительным декодированием для получения новых изображений. Визуализация с закодированной апертурой в основном применялась в астрономии или рентгенографии для повышения качества изображения. Вместо одного точечного отверстия в изображении применяется шаблон точечного отверстия, и для восстановления изображения выполняется деконволюция .  В изображении с кодированной экспозицией состояние включения / выключения затвора кодируется для изменения ядра размытия движения .  Таким образом, размытие движения становится вполне обусловленной проблемой. Аналогично, в кодированной апертуре на основе линзы, апертура может быть изменена путём вставки широкополосной маски .  Таким образом, размытие не в фокусе становится вполне обусловленной проблемой . Кодированная апертура также может улучшить качество получения светового поля с использованием трансформационной оптики Адамара. 
Шаблоны кодированной апертуры также могут быть разработаны с использованием цветных фильтров, чтобы применять разные коды на разных длинах волн.   Это позволяет увеличить количество света, попадающего на датчик камеры, по сравнению с бинарными масками. 

## Вычислительная обработка
Это обработка неоптически кодированных изображений для создания новых изображений. 

## Вычислительные датчики
Это детекторы, которые сочетают в себе распознавание и обработку, как правило, аппаратно, например, двоичный датчик изображения. 

## Ранняя работа в компьютерном зрении
Хотя компьютерная фотография является в настоящее время узнаваемой фразой в компьютерной графике, многие из ее методов впервые появились в литературе по компьютерному зрению, либо под другими именами, либо в статьях, направленных на трехмерный анализ формы изучаемых объектов. 

## Вычислительная фотография как вид искусства

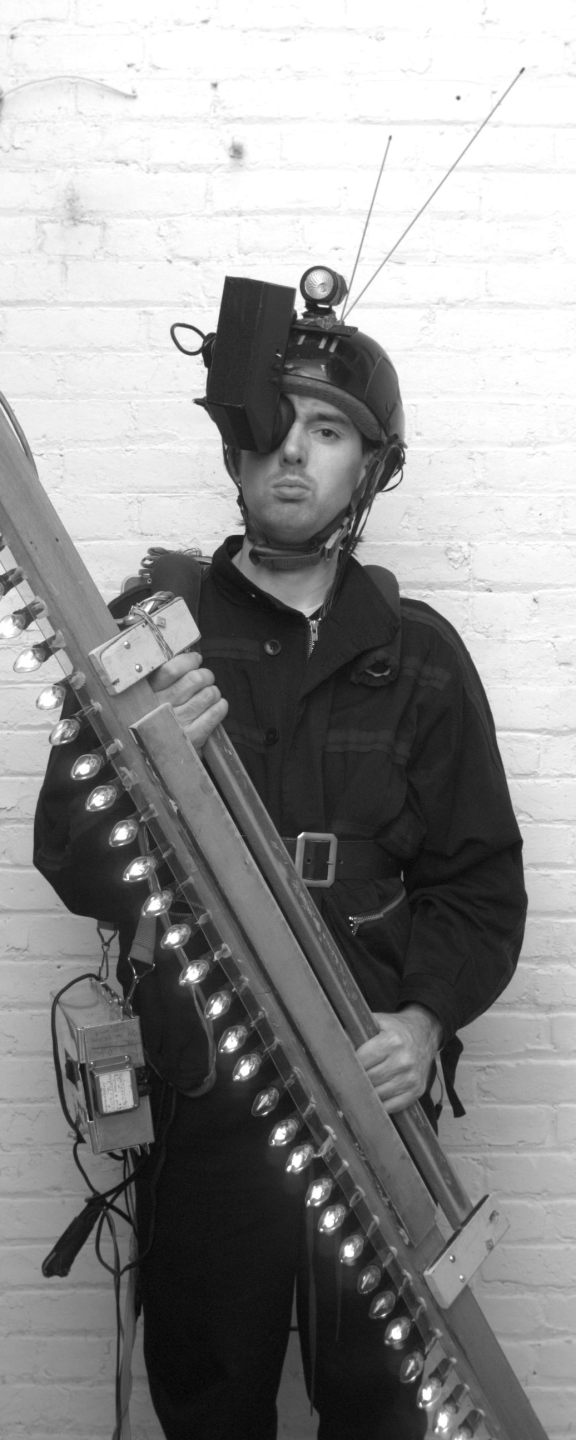
Носимый компьютерный фотографический аппарат 1981 года.

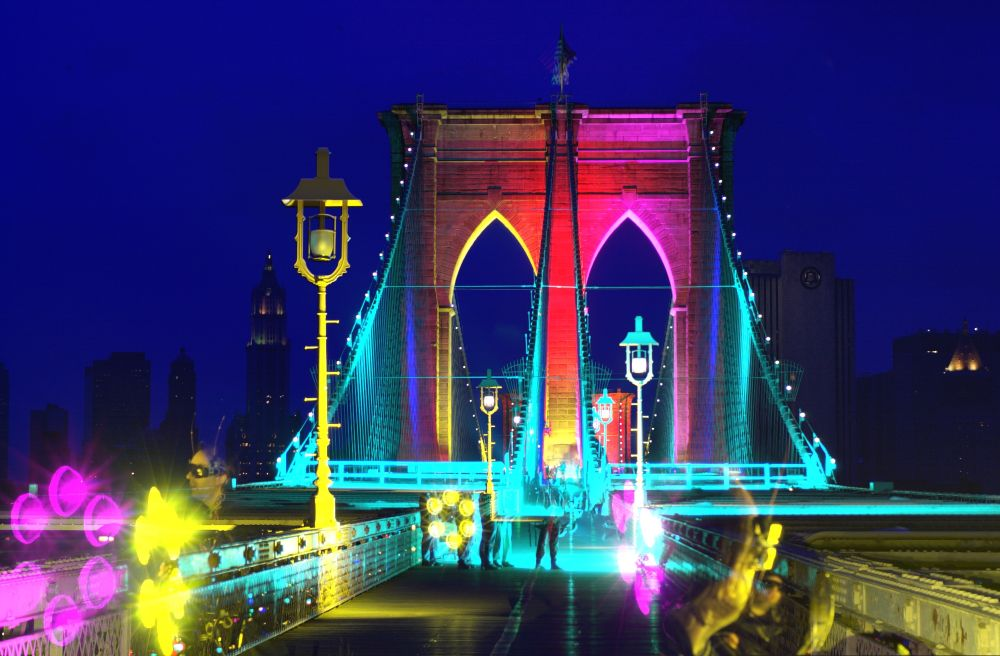
Носимая компьютерная фотография возникла в 1970-х и начале 1980-х годов и превратилась в более позднюю форму искусства. Эта картина была использована на обложке учебника Джона Вили.

Вычислительная фотография обычно использует захват изображения одного и того же объекта (возможно, с разными параметрами), а затем их объединеняет на основе различных алгоритмов в одно результирующее. Это послужило вдохновением для разработки носимых компьютеров в 1970-х и начале 1980-х годов. Вычислительная фотография была вдохновлена работой Чарльза Вайкоффа, и поэтому наборы данных вычислительной фотографии (например, изображения с разной экспозицией одного и того же объекта, сделанные для создания единого составного изображения) иногда называют в качестве комплектов Вайкоффа. 
Ранние работы в этой области (совместная оценка проекции изображения и экспозиции) были предприняты Манном и Кандоччиа. 
Чарльз Вайкофф посвятил большую часть своей жизни созданию специальных видов 3-слойных фотопленок, которые запечатлевали различные экспозиции одного и того же объекта. Снимок ядерного взрыва, снятый на пленке Вайкоффа, появился на обложке журнала Life и показал динамический диапазон от темных внешних областей до внутреннего ядра. 

## Внешние ссылки
- Наяр, Шри К. (2007). "Вычислительные камеры", конференция по приложениям машинного зрения .
- Вычислительная фотография (Раскар Р., Тумблин Дж.), А.К. Петерс. В прессе.
- Специальный выпуск по компьютерной фотографии, IEEE Computer, август 2006 г.
- Культура камеры и компьютерная журналистика: захват и обмен визуальным опытом, специальный выпуск IEEE CG & A, февраль 2011 г.
- Рик Шелиски (2010), компьютерное зрение: алгоритмы и приложения, Springer.
- Вычислительная фотография: методы и приложения (ред. Растислав Лукач), CRC Press, 2010.
- Интеллектуальная обработка изображений (информация о книгах Джона Уайли и Сыновья).
- Сравнительные уравнения .
- GJB-1: увеличение динамического диапазона цифровой камеры с использованием принципа Wyckoff
- Примеры носимой компьютерной фотографии как формы искусства
- Сиграфный курс по компьютерной фотографии